# Сьмілув (Великопольське воєводство)
Сьмілув (пол. Śmiłów) — село в Польщі, у гміні Нові Скальмежиці Островського повіту Великопольського воєводства.
Населення — 209 осіб (2011).

## Демографія
Демографічна структура станом на 31 березня 2011 року:
|          | Загалом | Допрацездатний вік | Працездатний вік | Постпрацездатний вік |
| -------- | ------- | ------------------ | ---------------- | -------------------- |
| Чоловіки | 113     | 23                 | 80               | 10                   |
| Жінки    | 96      | 21                 | 53               | 22                   |
| Разом    | 209     | 44                 | 133              | 32                   |